# テッラヌオーヴァ・ブラッチョリーニ
テッラヌオーヴァ・ブラッチョリーニ (伊: Terranuova Bracciolini) は、イタリア共和国トスカーナ州アレッツォ県にある、人口約12,000人の基礎自治体（コムーネ）。

## 地理

### 位置・広がり

#### 隣接コムーネ
隣接するコムーネは以下の通り。
- カステルフランコ・ピアーンディスコ
- カスティリオーン・フィボッキ
- ラテリーナ・ペルジネ・ヴァルダルノ (ラテリーナ、ペルジネ・ヴァルダルノ)
- ローロ・チュッフェンナ
- モンテヴァルキ
- サン・ジョヴァンニ・ヴァルダルノ

### 気候分類・地震分類
テッラヌオーヴァ・ブラッチョリーニにおけるイタリアの気候分類 (it) および度日は、zona D, 1971 GGである。
また、イタリアの地震リスク階級 (it) では、zona 3 (sismicità bassa) に分類される。

## 行政

### 分離集落
テッラヌオーヴァ・ブラッチョリーニには以下の分離集落（フラツィオーネ）がある。
- Campogialli, Castiglione Ubertini, Cicogna, Malva, Montalto, Montemarciano, Penna, Persignano, Piantravigne, Tasso, Traiana, Treggiaia, Ville, Ville Madrigale

## 人物

### 著名な出身者
- ポッジョ・ブラッチョリーニ - ルネサンス期の人文学者